# Киндлер, Альберт
Альберт Киндлер (нем. Albert Kindler; 1833[…], Алленсбах — 4 апреля 1876, Мерано) — немецкий художник-жанрист.

## Биография

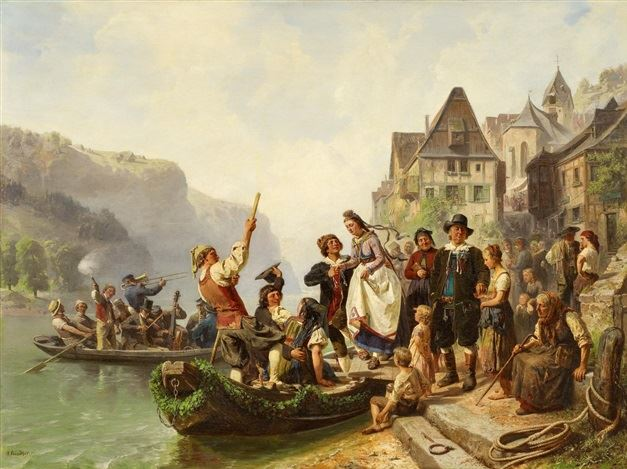
Свадебная процессия на Рейне

Родился в 1833 году в Алленсбахе. Учился живописи сперва в Мюнхенской, а с 1856 года — Дюссельдорфской академии художеств. Учителями Киндлера были Фридрих Вильгельм фон Шадов, Карл Фердинанд Зон и Рудольф Йордан, оказавший определяющее влияние на его художественный стиль. 
Киндлер писал преимущественно наполненные добродушным юмором жанровые сцены, чаще всего камерного формата, из жизни крестьян Тироля и Шварцвальда, а также других мест Германии. Вероятно, самой известной его работой стала «Свадебная процессия на Рейне». Гравюра с этой картины, выполненная в 1859 году Фридрихом Ольдерманном, разошлась большими тиражами по всей Германии, что побудило Киндлера создать в дальнейшем несколько повторений оригинального живописного полотна.
В 1860-е годы Киндлер предпринял путешествие по Испании, результатом чего стало создание цикла картин с испанскими мотивами.
Некоторое время Киндлер был профессором в Дюссельдорфской академии художеств, которую ранее сам окончил. Среди его учеников был Генри Мослер. 
Скончался в 1876 году в Мерано, Южный Тироль. 

## Галерея

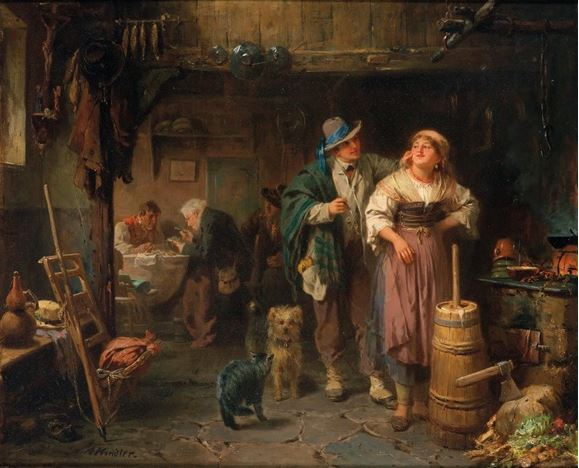
На кухне таверны
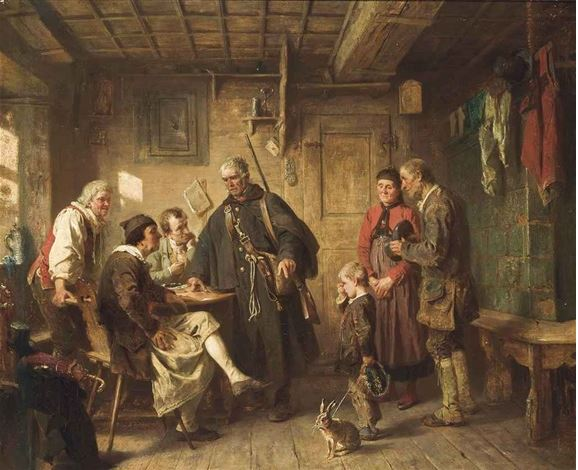
Спор из-за зайца
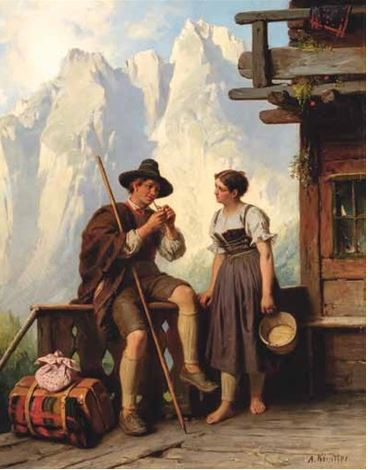
Визит
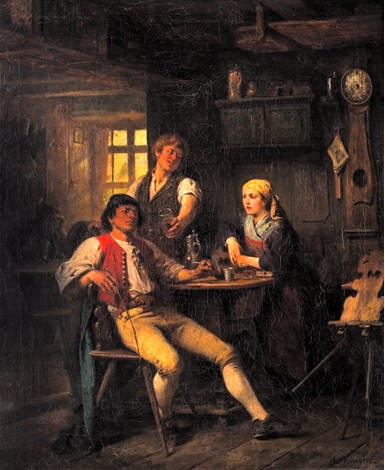
Таверна
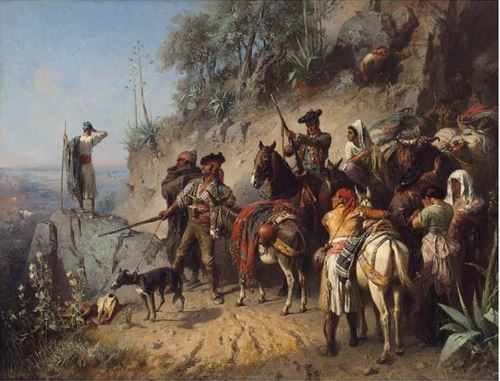
Разбойники в Пиренеях
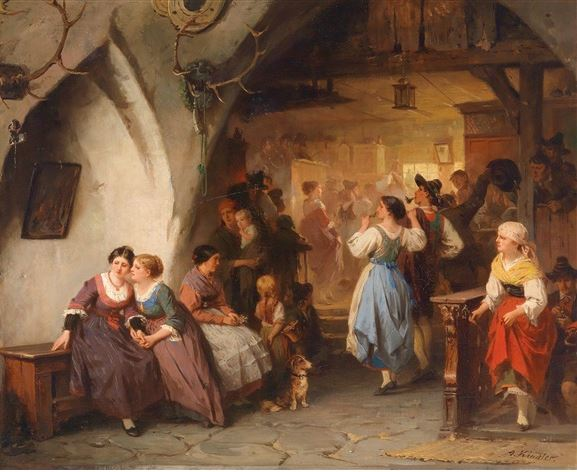
Танцы в таверне
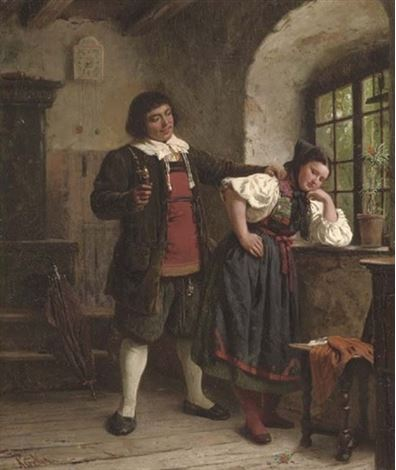
Молодая жена
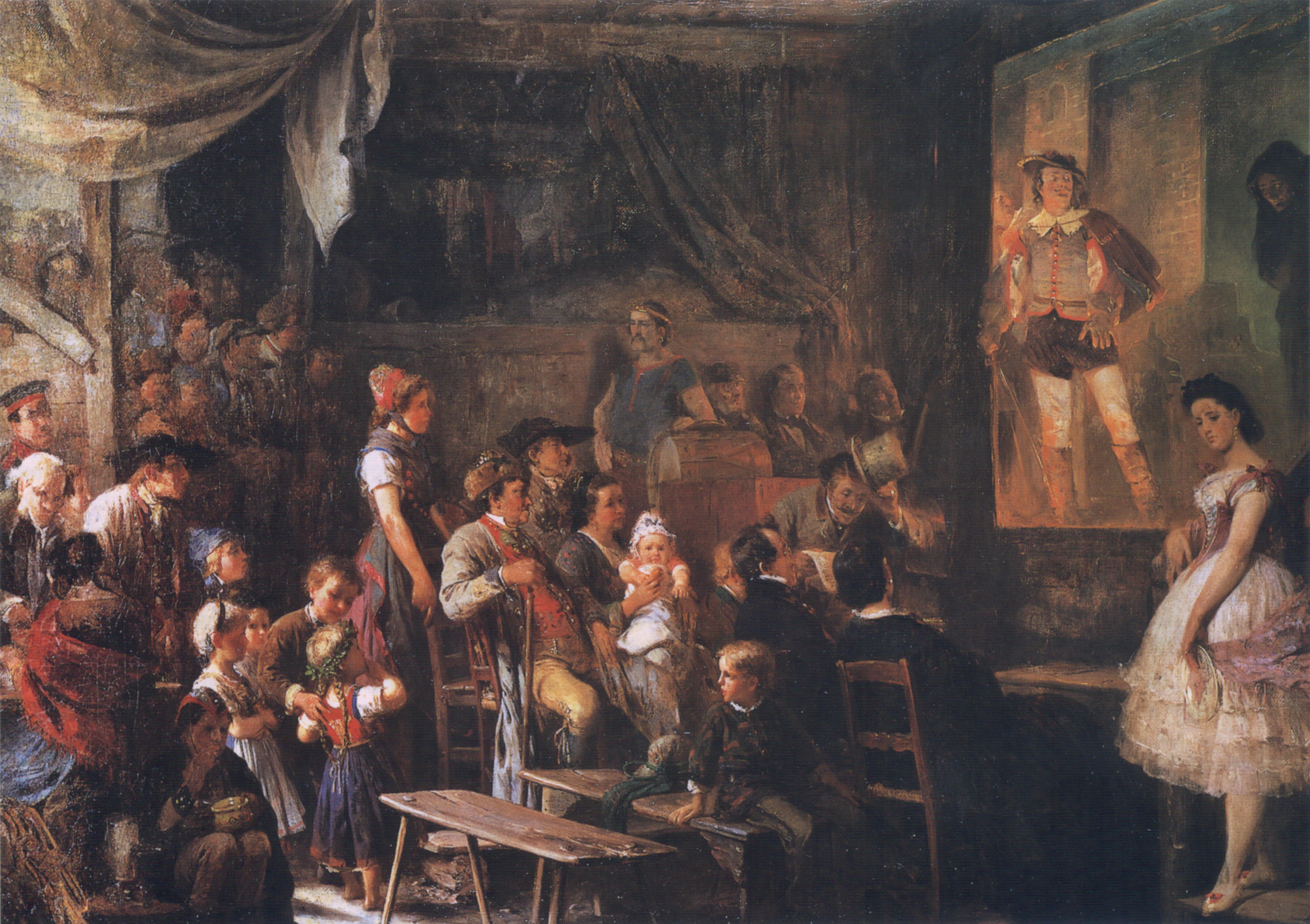
Провинциальный театр